# Јасенаш
Јасенаш је насеље у саставу града Вировитице, Вировитичко-подравска жупанија, Република Хрватска.

## Историја
Почетком 20. века место Јасенаш је село - православна парохијска филијала која припада парохији Турчевић Поље. Политичка општина се тада налази у месту Иваново Село, као и пошта, док је телеграф био у месту Ђулавес.
У месту је 1857. године живело 435 становника (већином православних). По "Местописном речнику краљевина Далмације, Хрватске и Славоније" из 1866. године у њему је било 938 житеља.
Постојала је у 18. веку православна црква у Јасенашу, као брвнара, за коју се каже 1796. године да је у добром стању и потпуно опремљена. Православна црква посвећена Св. пророку Илији је сазидана 1836. године, а оправљена је три деценије касније 1870. године. Минирана је та српска црква од стране хрватских усташа, током Другог светског рата.
Народна школа у Јасенашу има дугу традицију. Огласом је тражен августа 1886. године "намесни подучитељ" и појац православне вере за Јасенаш. Учитељица Софија Релић је постављена 1887. године за предавача у месној комуналној школи у Јасенашу. Године 1888. тражен је подучитељ православне вере за рад у школи са годишњом платом од 280 ф. са припадајућим станом, вртом и огревом. Изабран је за учитеља Богдан Наранџић који напушта село већ следеће 1889. године. Месна основна школа је 1905. године комунална са једним школским здањем. Учитељ Вук Поповић (до 1913) је стално намештен и учи 30 ђака у редовној настави, и још 15 старијег узраста у повременој или пофторној школи. Јасенашка школа је 1903-1913. године била претплаћена на "Летопис Матице српске" у Новом Саду. Отворен је 1939. године први разред Више народне школе у Јасенашу, која има четири одељења. Из међуратног периода познати су следићи учитељи Државне народне школе: Владимир Поповић (до 1929), Надежда Пражић (до 1931), Даница Момчиловић (1935), Емануел Баћић (од 1940).
Вукашин Поповић из Јасенаша је 1910. године био претплатник загребачког листа "Српско коло". Одржаван је једном годишње вашар у месту, и то 1. августа (као 1906). Српска земљорадничка задруга у Јасенашу је 1928. године ушла у Савез с.з. задруга у Београду.
За време Другог светског рата Комесар за избеглице Србије је регистровао 19 породица са 122 избеглих Срба из Јасенаша.
Јасенаш, до тада српско место, је нападнут од стране хрватске војске - Збора народне гарде и полиције 2. септембра 1991. године. Било је то прво од стране Хрвата током „домовинског рата“ ослобођено насеље, иначе предграђе Вировитице.

## Становништво
Јасенаш је страдао у последња два рата и због тога доживео катастрофалну депопулацију. У њему је 2011. године пописано само 77 становника, подједнако Срба и Хрвата.
| Националност       | 1991. |
| Срби               | 165   |
| Хрвати             | 43    |
| Југословени        | 8     |
| остали и непознато | 6     |
| Укупно             | 222   |

| Демографија | Демографија | Демографија |
| Година      | Становника  | Становника  |
| ----------- | ----------- | ----------- |
| 1961.       | 848         |             |
| 1971.       | 566         |             |
| 1981.       | 320         |             |
| 1991.       | 222         |             |
| 2001.       | 117         |             |
| 2011.       |             | 77          |